# Fosfatasi
Le fosfatasi (numero EC 3.1.3) sono una classe di enzimi idrolasi che catalizzano la rimozione di gruppi fosfato. In pratica, rappresentano i catalizzatori biochimici della reazione di defosforilazione. In relazione al pH in cui operano, si distinguono due tipi di fosfatasi: la fosfatasi acida (ACP) e la fosfatasi alcalina (ALP).

## Fosfatasi acida (ACP)
La fosfatasi acida è composta da una varietà di isoenzimi geneticamente eterogenei. Sono descritte quattro forme: eritrocitaria, lisosomiale, prostatica (PAP) e macrofagica. La differenziazione si attua sfruttando le differenti proprietà biochimiche o tramite metodologia immunologica.
- Fosfatasi acida eritrocitaria: è un importante marker genetico codificato da un locus sul braccio corto del cromosoma 2. È una piccola molecola non glicosilata, con massa molecolare 18 000 Da.
- Fosfatasi acida lisosomiale: codificata da un gene posto sul cromosoma 11, presenta massa molecolare di 52 000 Da e una forma dimerica di due subunità identiche simili a quelle della fosfatasi acida prostatica. Differentemente da altre proteine lisosomiali, è sintetizzata, trasportata e introdotta nel lisosoma senza il sistema di trasporto mannosio-6-fosfato dipendente. Questo isoenzima appartiene a un gruppo di proteine di membrana lisosomiale caratterizzate da: glicosilazione del dominio N-terminale, dominio transmembrana, corta coda C-terminale intracitoplasmatica.
- Fosfatasi acida prostatica (PAP): codificata da un gene sul cromosoma 3, la sua espressione è ormono-dipendente in risposta alla stimolazione ghiandolare da parte degli androgeni. È un dimero con massa molecolare 100 000 Da; le due subunità sono legate da legami chimici secondari e si separano a pH <2 e pH >10. La PAP rappresenta un marker biochimico di tumore alla prostata, insieme all'antigene prostatico specifico PSA.
- Fosfatasi acida macrofagica: viene codificata da un gene sul cromosoma 19, non è chiaramente distinguibile dalla forma eritrocitaria e risulta rilevabile sia nell'osso sia nei macrofagi differenziati. È composta da 325 amminoacidi ed è un indicatore di malattia ossea e di alcune forme di leucemia.

### Significato clinico della fosfatasi acida
Valori normali sono considerati fino a 10 UI/L per gli uomini (la PAP deve essere <4,2 UI/L) e fino a 3 UI/L per le donne.
Un aumento della fosfatasi acida totale può essere indicatore di carcinoma alla prostata, emolisi, infarto miocardico, iperplasia prostatica, malattia di Gaucher, malattia di Paget, metastasi ossee, mieloma multiplo, osteopetrosi. Livelli aumentati si riscontrano anche nei fumatori, mentre livelli minori sono stati evidenziati in pazienti affetti da sarcoidosi.

## Fosfatasi alcalina (ALP)
La fosfatasi alcalina è presente in tutti i tessuti del corpo umano, ma è particolarmente concentrata nel fegato, nel dotto biliare, nei reni, nelle ossa, nella mucosa intestinale, e nella placenta (Regan isoenzyme).
Sono note molte forme isoenzimatiche: epatica, ossea (bALP), intestinale e pancreatica (cani) caratterizzate ciascuna da diversa mobilità elettroforetica e distribuzione tissutale. Reni, leucociti e placenta rappresentano altre fonti ricche di fosfatasi alcalina. In caso di aumento dell'ALP totale, e dopo approfondita anamnesi, in presenza di sospetto diagnostico ben fondato, si rivela utile discriminare quantitativamente l'ALP epatica da bALP.

### Significato clinico della fosfatasi alcalina totale
Valori normali per l'essere umano:
- Bambini <1 anno, valori compresi tra 110 e 700 U/L

- Bambini da 1 a 10 anni, valori compresi tra 110 e 550 U/L
- Bambini da 10 a 15 anni, valori compresi tra 130 e 700 U/L
- Adulti, valori compresi tra 50 e 220 U/L

Valori normali per i cani:
- Piccola taglia 5 kg, valori compresi tra 20 e 150 U/L

Aumenti fisiologici si rilevano durante l'accrescimento e la gravidanza (colestasi gravidica). I valori elevati di bambini e adolescenti sono dovuti al maggiore ricambio osseo. Valori superiori alla norma possono essere indice di iperparatiroidismo, artrite deformante, carcinoma biliare, epatite, morbo di Paget osseo, metastasi epatiche e ossee, alterazioni delle vie biliari, mieloma, mononucleosi, osteomielite, rachitismo, sarcoidosi, fratture ossee, insufficienza renale, sarcoma osteogenico, diete iperproteiche.  Livelli aumentati si riscontrano anche nei fumatori.
In relazione a quanto aumenta la concentrazione di questo enzima  possiamo avere un'idea di un possibile stato patologico:
- Se i valori sono 5 volte superiori rispetto ai valori fisiologici potremmo riscontrare malattie come cirrosi biliare, ostruzione delle vie biliari, morbo di Paget

- Se i valori sono 3-4 volte superiori rispetto ai normali valori fisiologici potremmo riscontrare malattie come epatite o mononucleosi

- Se i valori sono 3 volte superiori ai valori fisiologici potremmo essere in presenza di una epatite virale o meno gravemente in uno stato di gravidanza o di fratture.

Valori inferiori possono essere causati da anemia, età avanzata, ipotiroidismo, malnutrizione. Valori di fosfatasi alcalina bassa si possono trovare in donne che sono in menopausa e alle quali sono stati dati estrogeni per l'osteoporosi oppure in persone affette da celiachie ed enterite. Altri casi di fosfatasi alcalina bassa si ritrovano in bambini con malattie congenite come cretinismo e acondroplasia.
Inoltre, livelli ridotti di fosfatasi alcalina, associati a elevati livelli di vitamina B6, sono presenti in soggetti afflitti da ipofosfatasia. L'ipofosfatasia è una patologia genetica rara la cui caratteristica principale è data da un difetto di mineralizzazione scheletrica. Vi sono vari tipi di forme, alcune a esordio neonatale spesso incompatibili con la vita, altre a esordio più tardivo (giovane e adulto) che possono essere confuse con l'osteoporosi, le persone affette da questa patologia presentano infatti una fragilità scheletrica e quindi vanno incontro facilmente a fratture. È importante riconoscere questa forma di fragilità scheletrica perché le comuni terapie per l'osteoporosi hanno un effetto negativo e aumentano il rischio di frattura in questi soggetti.